# Legea naționalizării
Legea Naționalizării din 1948 se referă la Legea nr.119 din 11 iunie 1948 pentru naționalizarea întreprinderilor industriale, bancare, de asigurări, miniere și de transporturi, prin care statul român naționaliza toate resursele solului și subsolului care nu se găseau în proprietatea sa la data intrării în vigoare a constituției Republicii Populare Române din 1948, precum și a întreprinderilor individuale, a societăților de orice fel, asociațiilor particulare industriale, bancare, de asigurări, miniere, de transporturi și telecomunicații, etc. 
Legea naționalizării din 1948 din România face parte dintr-o ampla tendință manifestă în primele decenii postbelice pe continent, atât în estul european în curs de sovietizare cât și în vest, unde un important val de naționalizări a avut loc în aproape toate țările care reținuseră modelul economic capitalist: Marea Britanie, Franța, Italia, (Republica Federală) Germania.
După căderea comunismului în România, statul a încercat să compenseze proprietarii de case și proprietarii de întreprinderi care nu și-au putut recupera casele, industriile sau terenurile. Un fond special dedicat compensării a fost creat în 2005: Fondul Proprietatea.

## Continuarea acțiunii
Prin Decretul nr. 92 din 19 aprilie 1950 pentru naționalizarea unor imobile, emis de Consiliul de Stat și publicat în Buletinul Oficial nr. 36 din 20 aprilie 1950, au fost naționalizate imobilele selectate după  următoarele criterii:
1. Imobilele clădite care aparțin foștilor industriași, foștilor moșieri, foștilor bancheri, foștilor mari comercianți și celorlalte elemente ale marei burghezii.
2. Imobilele clădite care sunt deținute de exploatatorii de locuințe.
3. Hotelurile cu întreg inventarul lor.
4. Imobilele în construcție, clădite în scop de exploatare, care au fost abandonate de proprietarii lor, precum și materialele de construcție aferente oriunde s-ar afla depozitate.
5. Imobilele avariate sau distruse de pe urma cutremurului sau a războiului, clădite în scop de exploatare și ai căror proprietari nu s-au îngrijit de repararea sau reconstrucția lor.